# Turimberto, Conde de Hesbaye
Turimberto (735-770), Conde de Hesbaye e Conde de Wormsgau, filho de Robert I, Conde de Hesbaye, e Williswinda.
Turimberto e sua esposa (de nome desconhecido) tiveram um filho:
- Roberto II, Conde de Hesbaye, avô de Roberto, o Forte.

Turimberto foi sucedido como Conde de Hesbaye por seu filho, Roberto II.
O conde Turimberto foi ancestral da linhagem masculina de diversos monarcas franceses, como o rei Luís IX de França, conhecido como São Luís, portugueses, como Afonso I, o primeiro rei de Portugal.